# Măxineni (sit SPA)
Măxineni este o zonă protejată (arie de protecție specială avifaunistică - SPA) situată în Muntenia, pe teritoriul județului Brăila.

## Localizare
Aria naturală se află în nord-vestul județului Brăila (aproape de limita teritorială cu județul Galați), pe teritoriul administrativ al comunei Măxineni (în nordul satului Corbu Nou), în apropierea drumului național DN23 care leagă orașul Brăila de Focșani..

## Descriere
Zona a fost declarată Arie de Protecție Specială Avifaunistică prin Hotărârea  de Guvern nr. 1284 din 24 octombrie 2007 (privind declararea ariilor de protecție specială avifaunistică ca parte integrantă a rețelei ecologice europene Natura 2000 în România) și se întinde pe o suprafață de 1.537,2 hectare.
Aria protejată (încadrată în bioregiune geografică stepică) reprezintă o zonă naturală (râuri, lacuri, mlaștini, turbării, terenuri arabile cultivate) ce asigură condiții de hrană, cuibărit și viețuire pentru mai multe specii de păsări migratoare, de pasaj sau sedentare.

## Avifaună
În arealul sitului este semnalată prezența mai multor păsări enumerate în anexa I-a a Directivei Consiliului European 2009/147/CE din 30 noiembrie 2009, privind conservarea păsărilor sălbatice.

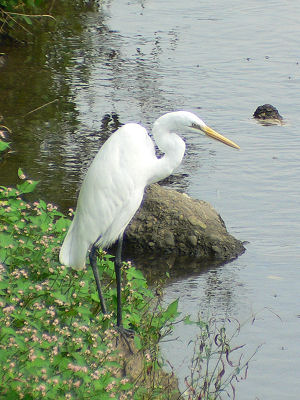
Egretă albă (Egretta alba)

Specii de păsări protejate: uliu cu picioare scurte (Accipiter brevipes), lăcar mare (Acrocephalus arundinaceus), lăcarul de mlaștină (Acrocephalus palustris), lăcarul de rogoz (Acrocephalus schoenobaenus), lăcarul de lac (Acrocephalus scirpaceus), ciocarlia de câmp (Alauda arvensis), rață fluierătoare (Anas penelope), rață mare (Anas platyrhynchos), rață pestriță (Anas strepera), gârliță mare (Anser albifrons), fâsă-de-câmp (Anthus campestris), acvilă-țipătoare-mare (Aquila clanga), stârc roșu (Ardea purpurea), stârc galben (Ardeola ralloides), ciuf-de-pădure (Asio otus), rața roșie (Aythya nyroca), gâsca cu piept roșu (Branta ruficollis), buhai de baltă (Botaurus stellaris), cânepar (Carduelis cannabina), sticlete (Carduelis carduelis), florinte (Carduelis chloris), ploier de munte (Charadrius morinellus), chirighiță-cu-obraz-alb (Chlidonias hybridus), barză neagră (Ciconia nigra), barză albă (Ciconia ciconia), erete de stuf (Circus aeruginosus), erete cenușiu (Circus pygargus), cristei de câmp (Crex crex), cuc (Cuculus canorus), lebădă de vară (Cygnus olor), lebădă de iarnă (Cygnus cygnus), lăstun de casă (Delichon urbica), egretă mică (Egretta garzetta), egretă albă (Egretta alba), presură de stuf (Emberiza schoeniclus), măcăleandru (Erithacus rubecula), șoim de tundră (Falco rusticolus), cinteză (Fringilla coelebs), lișiță (Fulica atra), becațină mare (Gallinago media), ciovlica roșcată (Glareola pratincola), cocor (Grus grus), codalb (Haliaeetus albicilla), piciorong (Himantopus himantopus), rândunică de hambar (Hirundo rustica), stârcul pitic (Ixobrychus minutus), pescăruș argintiu (Larus cachinnans), pescăruș râzător (Larus ridibundus), grelușelul de stuf (Locustella luscinioides), privighetoare (Luscinia megarhynchos), ferestraș mic (Mergus albellus), prigoare (Merops apiaster), presură sură (Miliaria calandra), codobatură galbenă (Motacilla flava), codobatura albă (Motacilla alba), stârc de noapte (Nycticorax nycticorax), grangur (Oriolus oriolus), vultur pescar (Pandion haliaetus), pelican creț (Pelecanus crispus), pelicanul comun (Pelecanus onocrotalus), cormoran-mare (Phalacrocorax carbo sinensis), cormoran mic (Phalacrocorax pygmeus), bătăuș (Philomachus pugnax), codroș de munte (Phoenicurus ochruros), lopătar (Platalea leucorodia), țigănuș (Plegadis falcinellus), corcodel-mare (Podiceps cristatus), cresteț cenușiu (Porzana parva), ciocîntors (Recurvirostra avosetta), lăstun de mal (Riparia riparia), chiră de baltă (Sterna hirundo), mărăcinar (Saxicola rubetra), corcodel mic (Tachybaptus ruficollis), fluierar de mlaștină (Tringa glareola), mierlă (Turdus merula) sau nagâț (Vanellus vanellus).

## Căi de acces
- Drumul național DN23 pe ruta: Brăila - Muchea - Latinu - Măxineni.

## Obiective turistice de vecinătate
- Mănăstirea Măxineni
- În Municipiul Brăila

- Muzeul Brăilei - unul dintre cele mai mari din România
- Teatrul Maria Filotti
- Biserica Grecească (1863-1872), cu vitralii valoroase și fresce realizate de Gheorghe Tattarescu;
- Biserica Sfinții Arhangheli Mihail și Gavril , fostă moschee (sec. XVII), transformată în biserică ortodoxă. Este printre puținele biserici din România fără turle
- Casa memorială Panait Istrati
- Orologiul (1909)- simbol al portului de pescari, pe soclul sau este marcata o corabie cu pânze
- Statuia Ecaterinei Teodoroiu, în memoria eroinei care s-a jertfit, în Bătălia de la Mărășești din Primul Război Mondial
- Faleza Dunarii
- Parcul Monument
- Insula Mică a Brăilei

- Stațiunea Lacu Sarat
- Mănăstirea Lacu Sarat din Stațiunea Lacu Sarat - construcție în întregime din lemn